# Ngô Đình Văn
Ngô Đình Văn là nhà cách mạng và chính trị gia người Việt Nam. Ông từng giữ chức vụ Chủ tịch Ủy ban nhân dân tỉnh Quảng Bình giai đoạn 1974-1976, Phó Chủ tịch Ủy ban nhân dân tỉnh Bình Trị Thiên (1976-1977).

## Tiểu sử
Ngô Đình Văn có quê quán tại tỉnh Quảng Bình.
Từ năm 1952 đến năm 1954, Ngô Đình Văn là Phó Chủ tịch Ủy ban kháng chiến - Hành chính tỉnh Quảng Bình, dưới quyền Chủ tịch Nguyễn Tư Thoan.
Năm 1953, Ngô Đình Văn cùng với Nguyễn Huyên, Ủy viên thường vụ Tỉnh ủy Quảng Bình, trực tiếp phụ trách tuyến 1 (Tân Ấp - Thanh Lạng - Xóm Cục - Mụ Giạ - Ba Na Phào) trong kế hoạch vận tải 20.000 tấn hàng hóa cho chiến dịch Trung Lào thuộc Chiến dịch Điện Biên Phủ.
Từ năm 1974 đến năm 1976, ông là Chủ tịch Ủy ban nhân dân tỉnh Quảng Bình.
Ngày 1 tháng 5 năm 1976, Ủy ban nhân dân tỉnh Bình Trị Thiên ra mắt tại Quảng trường Phu Văn Lâu ở thành phố Huế, Bùi San làm chủ tịch, các phó chủ tịch là Ngô Đình Văn, Trần Đồng, Nguyễn Vạn và Nguyễn Văn Đài.
Ngô Đình Văn giữ chức Phó Chủ tịch UBND tỉnh Bình Trị Thiên đến tháng 5 năm 1977.
Sau khi nghỉ hưu, Ngô Đình Văn và gia đình cư ngụ ở phường Bắc Lý, thành phố Đồng Hới, tỉnh Quảng Bình.